# Мирко Ђорђевић
Мирко Ђорђевић (29. новембар 1938 — 18. април 2014) био је српски професор књижевности, књижевник, преводилац и публициста.
Ђорђевић је познат по критици веза Српске православне цркве са национализмом. Залагао се за одвајање цркве од државе и за темељне реформе Српске православне цркве. Иако је у јавности био познат као социолог религије, верски аналитичар и стручњак за верска питања, у црквеним круговима је често био оспораван и наглашавано је да нема формално социолошко или теолошко образовање.

## Биографија
Мирко Ђорђевић је рођен 29. новембра 1938. у Броду код Црне Траве, у јужној Србији. Школовао се у Београду. Магистрирао компаративну књижевност. Поводом Ђорђевићеве љубави према читању, поштоваоци кажу да је то код њега „додирнуло ивицу патолошког феномена”. Објавио је неколико књига и више текстова у многим новинама и часописима.
Био је члан Друштва књижевника Србије, које је напустио у знак протеста после разарања Вуковара крајем 1991. године и са још неколико колега основао Форум писаца.
Био је један од уредника листа „Република”. Редовно је сарађивао у листу Данас. Учествовао је на двадесетак симпозијума и научних скупова, како је говорио, „од Ватикана до Париза”. Његови радови социјално-религијске проблематике су преведени на неколико језика, укључујући и дански језик. Превод романа Романа Гуља „Азеф” посветио је својој унуци.
Крајем октобра 2002. био је један од девет интелектуалаца који су упутили јавности Србије апел у којем позивају на супротстављање радикалном национализму и популизму. 2003. је приредио књигу „Српска конзервативна мисао” која говори о великој присутности светосавских органицистичких идеја у Србији.
Око поноћи 17. маја 2006. на његову спаваћу собу у породичној кући су бачене каменице. Починиоци никада нису пронађени. Медији су претпостављали да су повод за напад била његова критика злоупотребе религије и цркве. Ђорђевић је сматрао да је инцидент у вези са његовим гостовањем у емисији о Николају Велимировићу на РТС-у 15. маја. Више организација је осудило овај напад.
2007. године му је додељена награда „Констатин Обрадовић”. 2008. је добио новинарску награду „Душан Богавац”, коју Независно удружење новинара Србије додељује за етику и храброст. Жири је у образложењу навео да у „црквеним, политичким, научним, новинарским и друштвеним круговима његови натписи подстичу на дијалог, а сам Мирко Ђорђевић је најбољи пример у јавности како се води толерантан, модеран и цивилизован дијалог. Ђорђевићеви коментари и аналитички текстови одликују се изразитим критичким приступом, ауторитетом врсног познаваоца проблема и храброшћу да се без одлагања прихвати најактуелнијих тема”, наводи се у образложењу жирија и додаје „да у начину обраде тема Ђорђевић на најбољи начин спаја научну заснованост и питак новинарски стил”.
Преко 40 година је провео у браку са Миром, са којом је имао двоје деце — кћерку и сина. Живео је у Шимановцима у Срему.

## Дела
Објавио је десетине есеја и књига, између осталих:
- Осмех богиње Клио (1986)
- Српска страна рата (1996)
- Повратак проповедника (1996)
- Знаци времена (1998)
- Слобода и спас: хришћански персонализам (1999)
- Ратни крст српске цркве (2001)
- Легенда о трулом Западу (2001)
- Српска органистичка мисао (2003)
- Сјај и беда утопије (2006)
- Балканска лађа у олуји: црквено-политичке теме (2010)
- Пендрек и прашина (2013)

## Ставови

### Критика цркве
Ђорђевић је сматрао да је утицај СПЦ као политичке снаге у друштву огроман. Веровао је да су водећи људи СПЦ данас следбеници Николаја Велимировића и Јустина Поповића и, који су својим конзервативним схватањима у сукобу са тековинама модерног друштва. Напомињао је да унутар СПЦ постоје и они који су за екуменски дијалог, док други остају „заробљеници етнофилетизма”. Заступао је став да се услед срастања СПЦ и државе заборавља да је мисија Цркве евангелизација, а не клерикализација и да је Црква спасењска установа а не политичка организација.
Зна се већ вековима да клерикализација наноси огромну штету друштву, али се мање зна, или се то неће рећи, да клерикализација наноси још већу штету Цркви.
Ђорђевић је веровао да је Српска православна црква одиграла битну улогу у довођењу Милошевића на власт својом идеолошком логистиком, којом је замењена некадашња комунистичка реторика. Сматрао је да су се 1989. срели Милошевићев политички национализам и етнофилетизам. Током Милошевићевог говора на Газиместану, вијорили су се заједно црквени барјаци са крстом и комунистички са српом и чекићем. Наводио да је Црква данас заузела место доминантног политичког фактора какав је у једнопартијском систему био Централни комитет.
Коментаришући благосиљање егзекутора уочи масакра у Сребреници, Ђорђевић је изјавио да Српска православна црква „није била само сведок већ и саучесник у минулом рату” и да је време да се суочи са прошлошћу, што је и њена хришћанска обавеза. Он је предлагао да српски патријарх са свештенством крене пешице од Зворника према Сребреници и јавно се извини народу тамо.
Сматрао је да су Српској православној цркви неопходне темељне реформе.

### Историјски Исус
Мирко Ђорђевић је био један од ретких библијских критичара у Србији који је писао историјском Исусу. Сматрао је да је Исус био Син Божији, „колико и сви ми други”, и напомиње да је он за себе говорио Син човечји, и да је то једина титула коју је признавао. Није узимао за озбиљно приче о разним чудима, попут ходања по води и левитирања, али је говорио да је „овај младић из Назарета” ипак учинио највеће чудо пробудивши другима наду. Веровао је да је Исус био у љубави са Маријом Магдаленом.
Жестоко је критиковао појаву антисемитизма међу хришћанима, подсећајући да су Исус и сви апостоли били Јевреји.

## Награде
Мирко Ђорђевић је добитник следећих награда и признања:
- Награда „Константин Обрадовић” за унапређивање и ширење културе људских права (2007),
- Награда „Душан Богавац” за етику и храброст (2008),
- „Вукова повеља” за врхунска остварења у истраживању националне културе и педагошке баштине (2008),
- Награда за толеранцију међу народима Војводине (2009).